# Atentado en Kunming de 2014
El 1 de marzo de 2014, un grupo de hombres armados con cuchillos atacaron a los pasajeros en la estación de tren de Kunming, capital de la provincia de Yunnan (China). Por lo menos 31 personas murieron y otras 130 resultaron heridas.
El ataque ocurrió alrededor de las 21:20, hora de Pekín, con al menos diez atacantes. De acuerdo con medios de comunicación locales, por lo menos cinco atacantes, vestidos de negro, fueron muertos a tiros por la policía. Un informe posterior vinculó el ataque a los militantes de Xinjiang.

## Testigo presencial
Yang Haifei, una víctima que sufrió varias heridas en el ataque, dijo que estaba comprando un ticket cuando un grupo de personas ingresó corriendo en la estación, la mayoría de ellos vestidos de negro, y comenzaron a atacar a otros con cuchillos.

## Reacción
Después del ataque, el secretario general del PCCh, Xi Jinping y Li Keqiang asignaron a Meng Jianzhu, Secretario de la Política y Ley de la Comisión Central y Guo Shengkun, Ministro de Seguridad Pública, para ir a Yunnan para guiar el trabajo y visitar a los civiles y los familiares de las víctimas heridas .
Ban Ki-moon, Secretario General de las Naciones Unidas, condenó enérgicamente el ataque, señalando que no hay ninguna justificación para la matanza de civiles inocentes, y espera que los responsables sean llevados ante la justicia.